# Apostilb
O apostilb (ou blonde) é uma unidade CGS de luminância.
1 asb = 1/π · {\displaystyle 10^{-4}} sb
3,14 asb ≈ 1 cd/m²
1 asb = 1/π · cd/m² ≈ 0,318 · cd/m²
O símbolo para esta unidade é asb.
O apostilb corresponde ao brilho de uma superfície difusora perfeita refletindo ou emitindo luz com intensidade de 1/π · cd/m² .
O apostilb é usado, geralmente, para caracterizar a claridade de superfícies iluminadas. Por exemplo: papel branco sob luz solar = 80.000 asb; céu claro = 10.000 asb; superfície da Lua = 9.000 asb.
Fotômetros fotográficos costumam fornecer leitura em asb quando o método utilizado é o de medição de luz refletida.